# Lu Verne, Iowa
Lu Verne là một thành phố thuộc quận Kossuth, tiểu bang Iowa, Hoa Kỳ. Năm 2010, dân số của thành phố này là 261 người.

## Dân số
Dân số qua các năm:
- Năm 2000: 299 người.
- Năm 2010: 261 người.